# Hospital de Benasc
Hospital de Benasc (en aragonès: Hespital de Benás, en castellà: Hospital de Benasque) era un refugi de muntanya situat al terme de Benasc a 1758 metres d'altitud, a la vora esquerra de l'Éssera, dins del Parc Natural Posets-Maladeta al peu de la línia de crestes que forma la frontera amb Comenge. Actualment és un hotel que acull 55 habitacions amb spa i l'estació d'esquí de fons i de muntanya Llanos del Hospital.
Vers el segle xii era un antic hospital de caminants creat per l'orde de l'Hospital.